# .38 Super
Pour les articles homonymes, voir .38.
Le calibre .38 Super est une création de la fabrique d'armes Colt, destinée aux pistolets semi-automatiques. C'est une version dopée du .38 Auto.
Le diamètre de la balle mesure 0,356 pouce (avec une tolérance de 1/1000 de pouce).
La balle de 38 est légèrement plus grosse que le 9 mm Parabellum qui a un diamètre de 355. Le 38 super auto fut introduit dans les années 1920, c'est un calibre plus puissant que le calibre .38 Special inventé en 1900. Il eut un certain succès aux États-Unis durant la Prohibition puis auprès des policiers et militaires latino-américains. Depuis 1990, il est devenu un calibre de tir sportif.
C'est un calibre puissant, rapide, certains chargements pouvant atteindre des vitesses de 500 m/s lors de compétition de Tir sportif de Vitesse.

## Synonymes
- .38 Super Auto

- .38 Super +P
- Super 38

## Comparaisons du 38 super auto
Ce tableau présente les caractéristiques balistiques des munitions d'armes de poing les plus connues. La performance utile typique se base sur les caractéristiques des munitions standard du marché les plus fréquemment rencontrées, ceci à titre de comparaison.
La performance d'une munition, c'est-à-dire son impact sur la cible s'exprime en joules selon la formule E = 1/2 M.V2 où M est la masse et V la vitesse de la balle
Le recul ressenti dans l'arme, se mesure lui par la quantité de mouvement exprimée en kg m/s selon la formule Q = M.V
Ainsi une munition de calibre .45 ACP a une performance comparable à une munition de 9 mm Luger (environ 510 J), mais provoque un recul supérieur (3,87 kg m/s contre 2,89 kg m/s)
|                                        | Données balistiques (munitions du marché) | Données balistiques (munitions du marché) | Données balistiques (munitions du marché) | Données balistiques (munitions du marché) | Données balistiques (munitions du marché) | Données balistiques (munitions du marché) | Données balistiques (munitions du marché) | Données balistiques (munitions du marché) | Données balistiques (munitions du marché) | Données balistiques (munitions du marché) | performance utile typique* | performance utile typique* | performance utile typique* | performance utile typique* |
| Caractéristique                        | Diamètre balle                            | Diamètre balle                            | longueur cartouche                        | longueur douille                          | poids balle                               | poids balle                               | vitesse min                               | vitesse max                               | Énergie min                               | Énergie max                               | Poids                      | Vitesse                    | Énergie                    | Recul                      |
| -------------------------------------- | ----------------------------------------- | ----------------------------------------- | ----------------------------------------- | ----------------------------------------- | ----------------------------------------- | ----------------------------------------- | ----------------------------------------- | ----------------------------------------- | ----------------------------------------- | ----------------------------------------- | -------------------------- | -------------------------- | -------------------------- | -------------------------- |
| unité                                  | mm                                        | pouce                                     | mm                                        | mm                                        | g                                         | Grain                                     | m/s                                       | m/s                                       | J                                         | J                                         | grain                      | m/s                        | J                          | kg m/s                     |
| Munitions de pistolet semi-automatique |                                           |                                           |                                           |                                           |                                           |                                           |                                           |                                           |                                           |                                           |                            |                            |                            |                            |
| .22 LR                                 | 5,56                                      | .223                                      | 25,40                                     | 15,60                                     | 1,9 - 2,6                                 | 30 - 40                                   | 370                                       | 500                                       | 180                                       | 260                                       | 32                         | 440                        | 200                        | 0,91                       |
| 7,65 mm Browning                       | 7,94                                      | .313                                      | 25                                        | 17,30                                     | 4-5                                       | 62-77                                     | 280                                       | 335                                       | 170                                       | 240                                       | 73                         | 318                        | 239                        | 1,50                       |
| 9 mm court                             | 9,01                                      | .355                                      | 25                                        | 17,30                                     | 6                                         | 90                                        | 290                                       | 350                                       | 280                                       | 360                                       | 90                         | 300                        | 260                        | 1,72                       |
| 9 mm Luger                             | 9,01                                      | .355                                      | 29,70                                     | 19,15                                     | 8-12                                      | 124-180                                   | 330                                       | 400                                       | 480                                       | 550                                       | 124                        | 360                        | 520                        | 2,89                       |
| 9 mm Imi                               | 9,01                                      | .355                                      | 29,70                                     | 21,15                                     | 8-12                                      | 124-180                                   | 330                                       | 400                                       | 480                                       | 550                                       | 124                        | 360                        | 520                        | 2,89                       |
| .38 super auto                         | 9,04                                      | .356                                      | 32,51                                     | 22,86                                     | 8-10                                      | 124-154                                   | 370                                       | 430                                       | 570                                       | 740                                       | 130                        | 370                        | 580                        | 3,12                       |
| .357 SIG                               | 9,06                                      | .357                                      | 28,96                                     | 21,97                                     | 6,5-8                                     | 100-124                                   | 410                                       | 490                                       | 690                                       | 820                                       | 125                        | 413                        | 692                        | 3,34                       |
| .40 S&W                                | 10,17                                     | .400                                      | 28,80                                     | 21,60                                     | 8,7-13                                    | 135 - 200                                 | 300                                       | 340                                       | 500                                       | 700                                       | 180                        | 295                        | 510                        | 3,44                       |
| 10 mm Auto                             | 10,17                                     | .400                                      | 32,00                                     | 25,20                                     | 9-15                                      | 140 - 230                                 | 350                                       | 490                                       | 680                                       | 960                                       | 180                        | 380                        | 996                        | 4,82                       |
| .45 ACP                                | 11,43                                     | .450                                      | 32,40                                     | 22,80                                     | 11-15                                     | 170 - 230                                 | 255                                       | 340                                       | 480                                       | 670                                       | 230                        | 260                        | 510                        | 3,87                       |
| .45 GAP                                | 11,43                                     | .450                                      | 27,20                                     | 19,20                                     | 11-15                                     | 170 - 230                                 | 255                                       | 340                                       | 480                                       | 670                                       | 200                        | 310                        | 624                        | 4,03                       |
| .454 Casull                            | 11,48                                     | .452                                      | 45,00                                     | 35,10                                     | 16 - 26                                   | 240 - 400                                 | 430                                       | 580                                       | 2300                                      | 2600                                      | 300                        | 500                        | 2460                       | 9,72                       |
| .50 AE                                 | 12,70                                     | .500                                      | 40,90                                     | 32,60                                     | 19 - 21                                   | 300 - 325                                 | 440                                       | 470                                       | 1900                                      | 2200                                      | 300                        | 470                        | 2150                       | 9,13                       |
| Munitions de revolver                  |                                           |                                           |                                           |                                           |                                           |                                           |                                           |                                           |                                           |                                           |                            |                            |                            |                            |
| .22 LR                                 | 5,56                                      | .223                                      | 25,40                                     | 15,60                                     | 1,9 - 2,6                                 | 30 - 40                                   | 370                                       | 500                                       | 180                                       | 260                                       | 32                         | 440                        | 200                        | 0,91                       |
| .22 Magnum                             | 5,56                                      | .223                                      | 34,30                                     | 26,80                                     | 1,9 - 3,2                                 | 30 - 50                                   | 470                                       | 700                                       | 410                                       | 440                                       | 40                         | 572                        | 430                        | 1,48                       |
| .38 Special                            | 9,06                                      | .357                                      | 39,00                                     | 29,30                                     | 8-10                                      | 124-154                                   | 270                                       | 350                                       | 300                                       | 450                                       | 158                        | 295                        | 435                        | 3,02                       |
| .357 Magnum                            | 9,06                                      | .357                                      | 40,00                                     | 33,00                                     | 8-12                                      | 124-180                                   | 380                                       | 520                                       | 780                                       | 1090                                      | 158                        | 395                        | 796                        | 4,04                       |
| .41 Magnum                             | 10,40                                     | .410                                      | 40,40                                     | 32,80                                     | 11 - 17                                   | 170 - 260                                 | 380                                       | 480                                       | 900                                       | 1800                                      | 210                        | 375                        | 956                        | 5,10                       |
| .44 Magnum                             | 10,90                                     | .429                                      | 41,00                                     | 32,60                                     | 16 - 22                                   | 240 - 340                                 | 350                                       | 450                                       | 1000                                      | 1800                                      | 240                        | 360                        | 1010                       | 5,59                       |
| .460 S&W Magnum                        | 11,48                                     | .452                                      | 58,40                                     | 46,00                                     | 13 - 26                                   | 200 - 400                                 | 465                                       | 700                                       | 2700                                      | 3800                                      | 260                        | 630                        | 3340                       | 10,64                      |